# フィンランドの観光

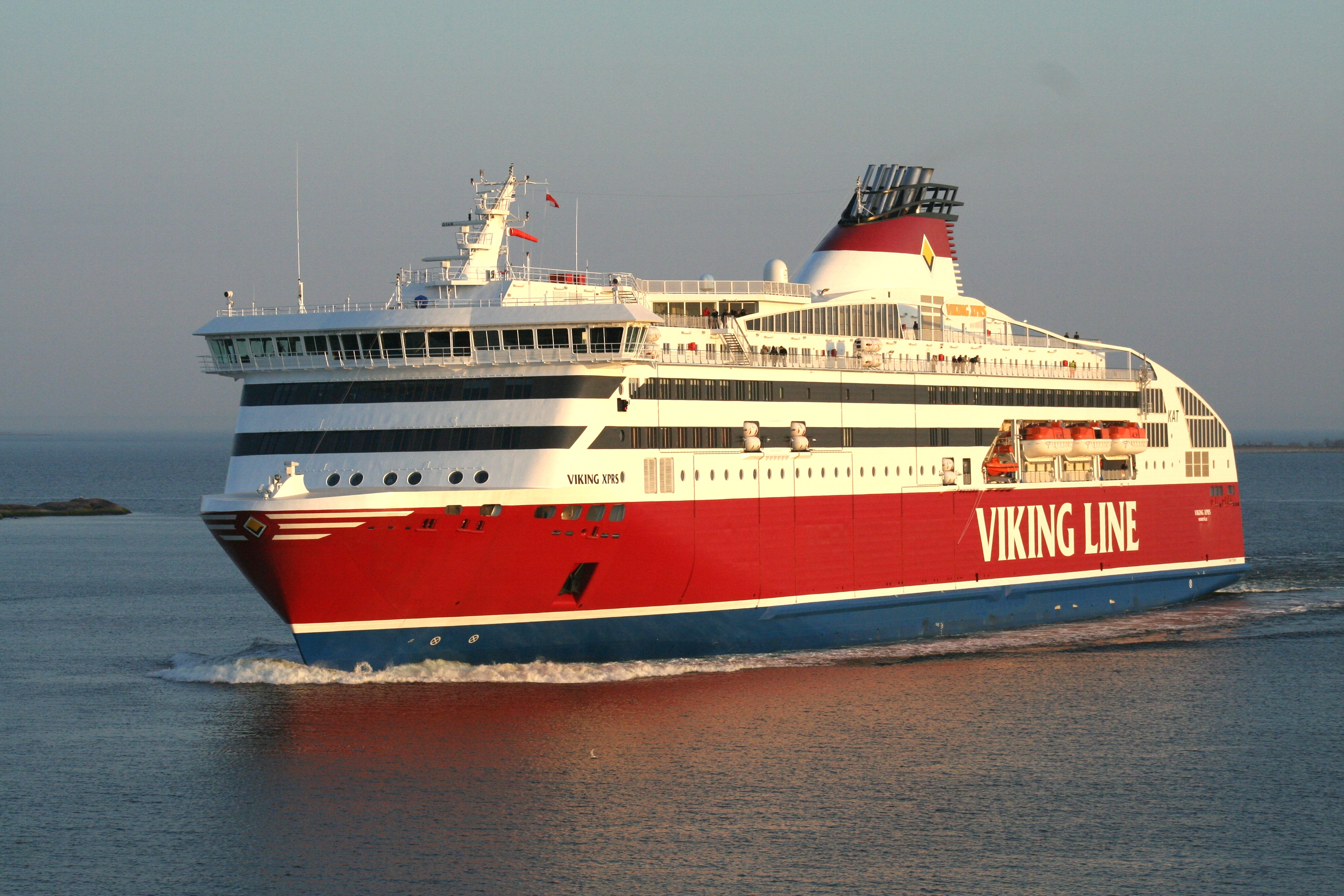
バイキング社の観光船MS Viking XPRS

フィンランドの観光ではフィンランドにおける観光について説明する。
2005年の統計ではフィンランドでは400万人の旅行者が観光に訪れており、大部分がスウェーデンからの観光客である。フィンランドのGDPの2.4%程度が観光による収入であり、6万人の雇用を生み出している。フィンランド観光のブランド化は Finland Promotion Boardによって表明されている。フィンランド観光の特徴は「クール(Cool)、コントラスト(Contrasts)、信頼(Credible)、創造的(Creative)」の4つのCからなる。

## 自然観光

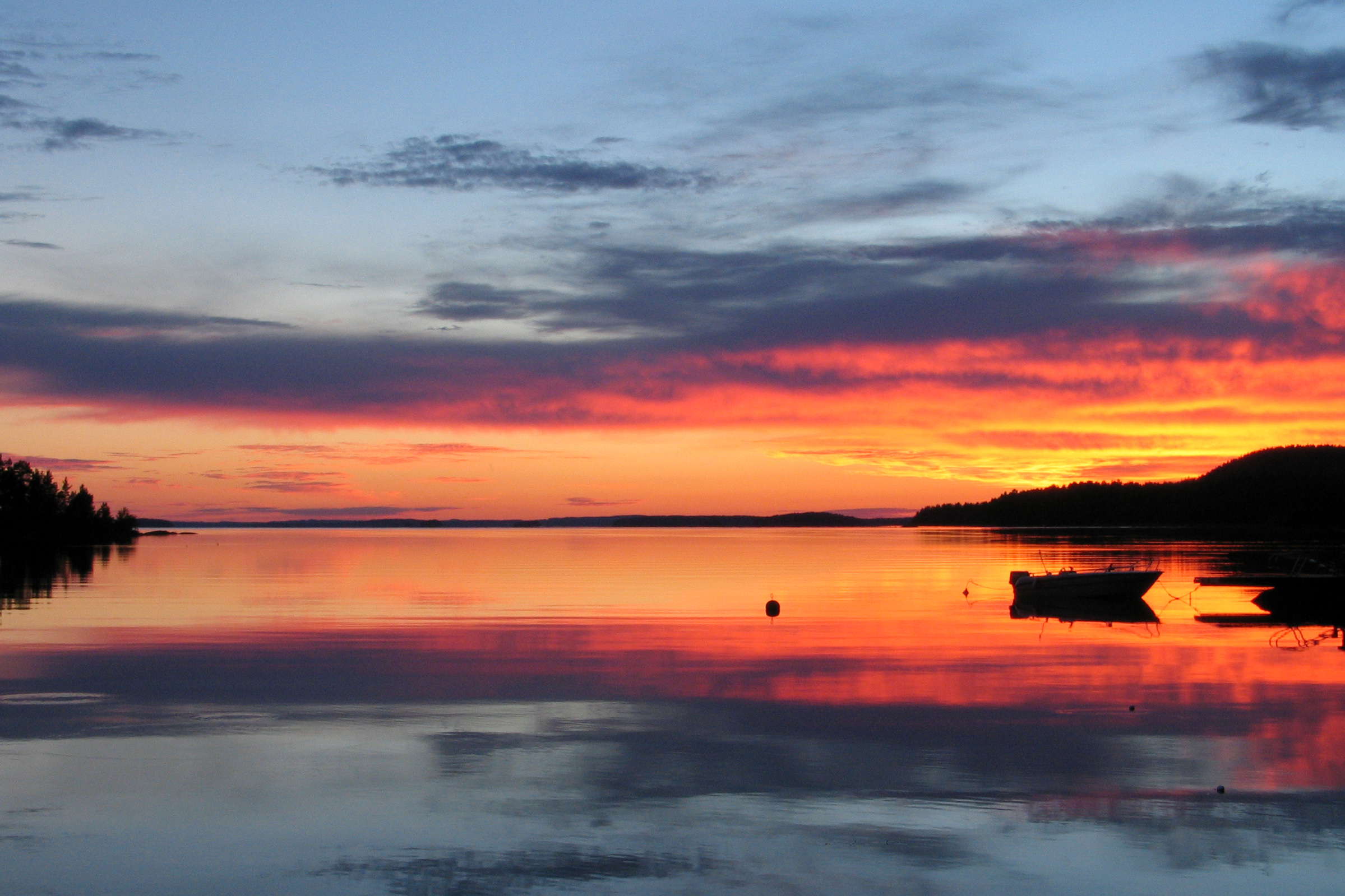
パイヤンネ湖

フィンランドは寒冷な気候で夏であっても気温はそれほど高くない。このため、避暑に向いており、また夏の日照時間が長く、北極圏に入れば日没が存在しない。このため、長い昼を利用して観光を楽しむことが出来る。サイマー湖、パイヤンネ湖、イナリ湖などいくつもの大きな湖が存在し、特に南東部は湖水地方として知られる。フィンランドは小さいものを除いても湖が20万近く存在することで有名である。また、水質の良さと海、川、水路の周辺の緑深い森でも知られている。フィンランドでは旅行客は湖のほとりで腰を下ろし、釣りをしたり、トナカイやヘラジカなどを見て静穏を楽しむ。また、カヌーなどのスポーツで楽しむことが出来る。夏のウォーキングやピクニックは非常に人気が高い。フィンランドには高い山が無いため、登山には限界がある。最も高い山はエノンテキオ近郊のハルティ山であり、海抜1328mである。また、バルト海クルーズも非常に人気がある。
冬のフィンランドはアルペンスキーやクロスカントリーに絶好の機会を提供する。多くの人気のスキーリゾートは北極圏より北のラップランドに位置しているが、オウル県のクーサモのように南部に存在する場所もある。サーリセルカやレヴィでは滑降が出来るほか、クロスカントリーのトラックは北部に多く存在している。多くの湖は凍るため、氷上釣り(pilkkiminen)が人気がある。また、アイスホッケーは冬に人気があるスポーツであり、アイスヨットやアイススケートも楽しむことが出来る。
毎年冬になると北方の町であるケミでは氷で出来たホテルとともに大きなルミリンナが立てられる。ロヴァニエミではオーロラ、極光などを見ることが出来る。冬季の国内北部への旅行客はヘラジカや犬が引き、サーミ人の乗り手が操るソリに乗って楽しむことも出来る。

## 文化

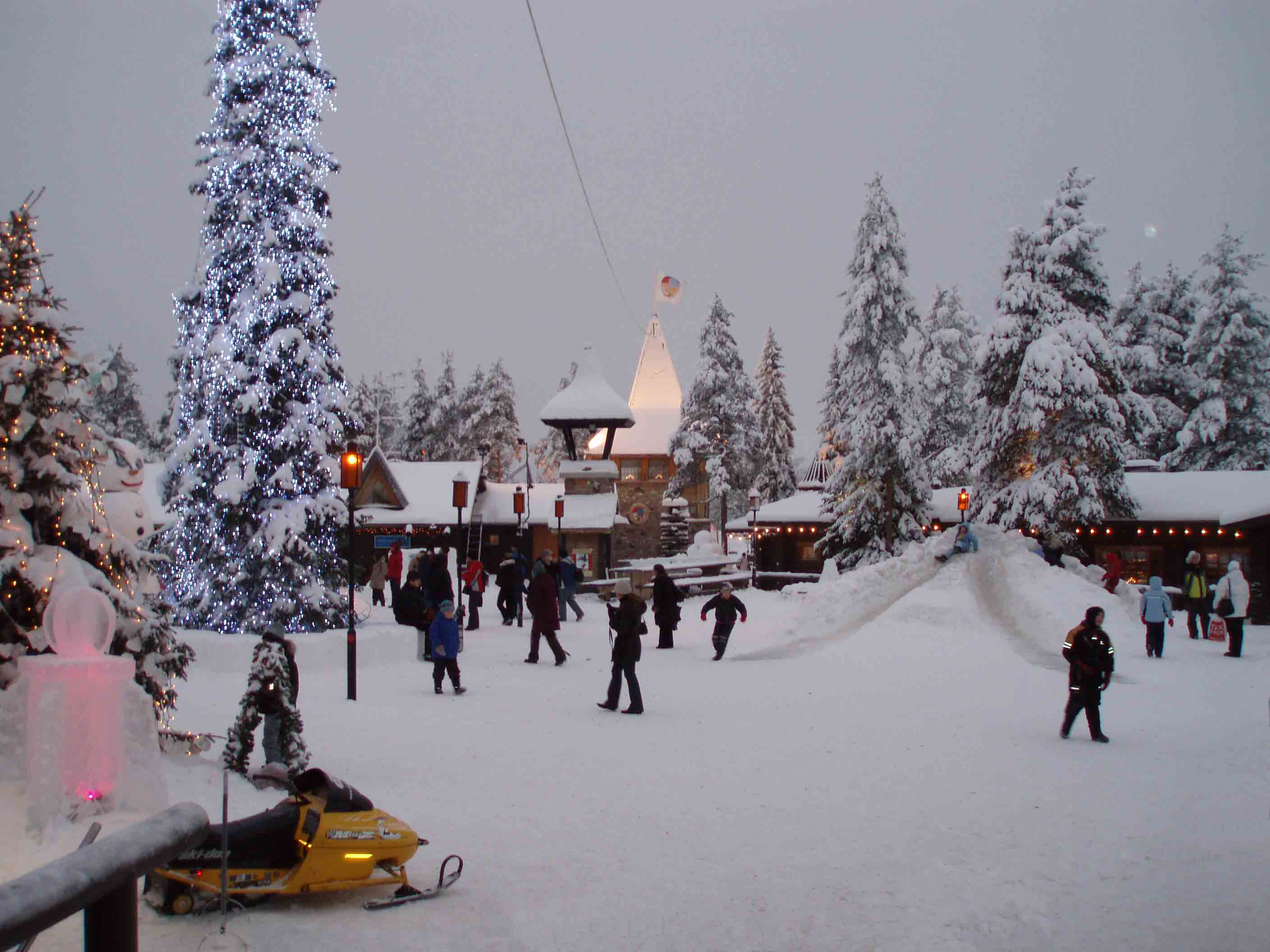
ロヴァニエミ近郊のサンタクロース村

アルコール飲料はフィンランド文化の重要な一端を見ることが出来る。フィンランドへ旅行したら、国家的人気の酒に挑戦することが良い。コスケンコルヴァや甘草風味のサルミアッキ・コスケンコルヴァなどが存在する他多くの度の高い酒が存在する。ウォッカとスパークリングワインの混ぜ物は翻訳するとおおよそ「あばずれ刑務所」といった意味のフィンランド語で呼ばれる。
サンタクロースは一般的にフィンランド北方の町ロヴァニエミのさらに遠くのコルヴァトゥントゥリに住んでいるとされる。ロヴァニエミの町はサンタクロースの村として知られ、近郊にはサンタクロース村が作られており訪れた観光客を迎えている。

## 都市
フィンランド最大の都市である首都ヘルシンキは例年多くの観光客を受け入れている。夏の間、数千の旅行客がバルト海を渡ってクルージングボートで訪れる。ヘルシンキは清潔で現代的で東側と西側の間でありながら安全に会合が出来る場所であることで知られている。北欧諸国ではストックホルムに継いでクールなパーティが出来る町との評判を持っている。
他の人気のフィンランドの旅行地にはタンペレ、トゥルク、オウル、クオピオ、ポルヴォーなどがある。

### ヘルシンキ

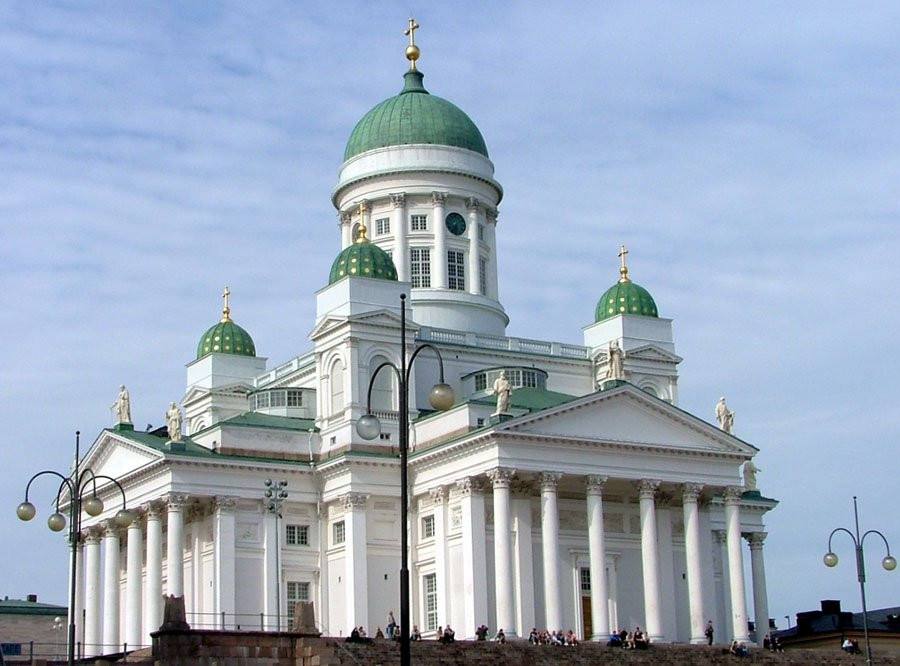
ヘルシンキ大聖堂

ヘルシンキは比較的小さな街で居心地が良いが、活気はあり喧騒がある。観光客に安全な町とされており、住むためにも安全な場所である。治安の良さではヘルシンキは世界で2番目に安全とされている。エスプランデ公園の隣にあるヘルシンキ市観光伝統案内所によって効率的な観光案システムが維持されている。
ヘルシンキはバルト海岸に位置しているため長い海岸線を持ち、中心地の多くは海岸に存在する。ヘルシンキは港町であり、俗にバルト海の娘と呼ばれる。海岸に位置するヘルシンキからは多くの観光船が発着しており、夏の時間に体験するのに理想的である。入り組んだ地形から近くに多くの島があり夏の保養地となっている。多くの主要な観光の目玉も海に関係しており、スオメンリンナ海軍要塞やセウラサーリ島の野外博物館や公園もその一部であるといえる。地元民は夏の日曜日はトゥーロ地区にあるヒエタニエミ海岸で過ごす。
冬はヘルシンキの緯度が高いため、日照時間が短くなる。このため多くの独特な照明が街に灯され、居心地のいい町を作る。アレクサンドラ通りはさながらクリスマス通りに変化する。厳寒期には海が凍結し、多くの注意が必要であるが凍った海を歩きに行くのがヘルシンキっ子には一般的である。海岸線の多くの場所で寒中水泳が行われており、サウナの休憩時間に泳ぐ人々も見られる。
ヘルシンキへの空路は都市圏の一部となっているヴァンターのヘルシンキ・ヴァンター国際空港を経由する。また、スウェーデンのストックホルムにつながるクルーズフェリーの航路が一般的であるほか、水中翼船や双胴船がタリンとつながっている。シリヤ、ヴァイキング、タリンクなどが有名な船舶会社である。
ヘルシンキにはリンナンマキ遊園地があり、5つのローラーコースターとその他多くの乗り物がある。また、世界初のインタミンであるZacSpinローラーコースターも存在する。

## 交通

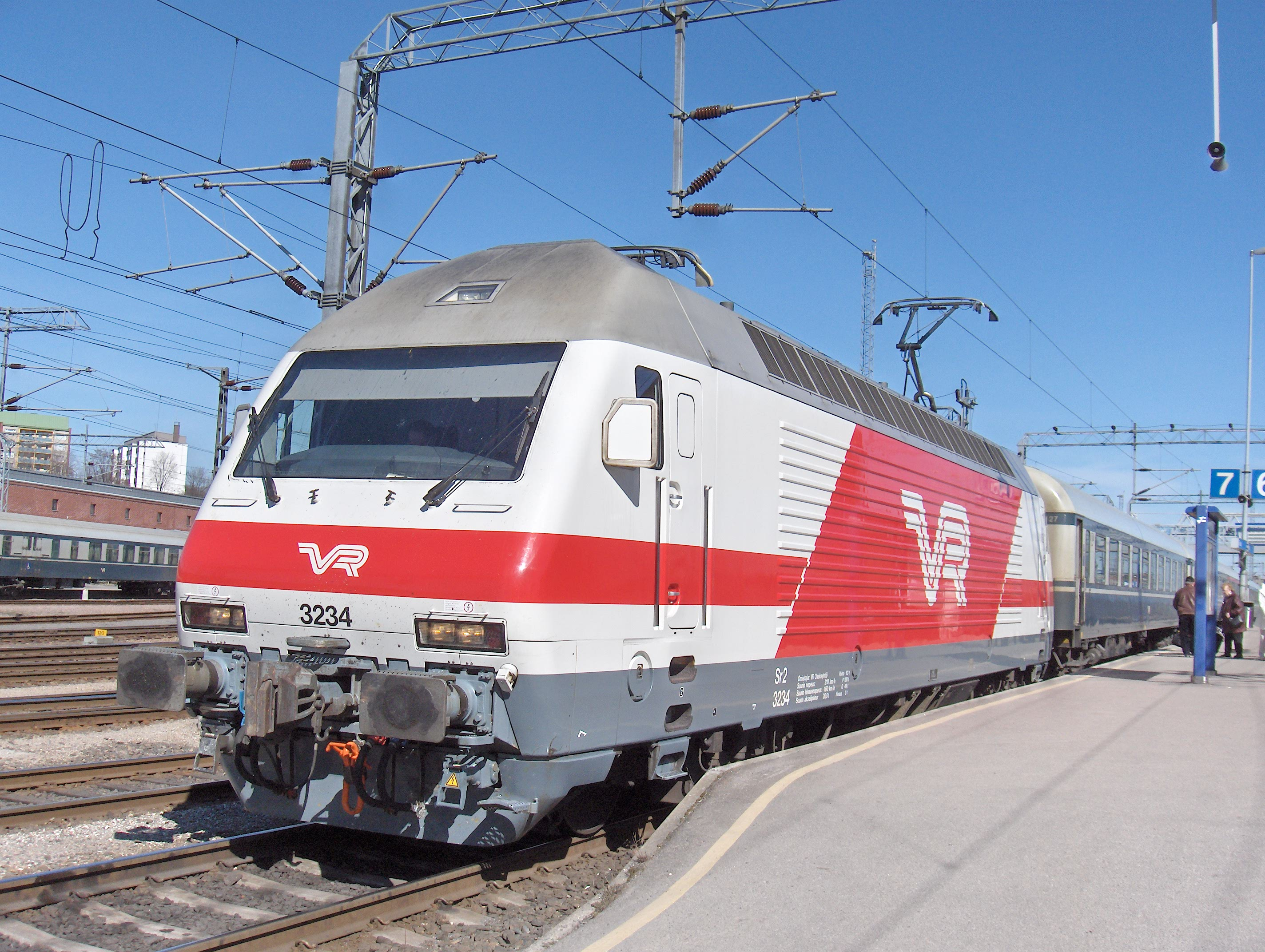
Sr2機関車

フィンランドの鉄道システムはVRと呼ばれている。VR社は市内交通や全国の急行列車を提供し、最高速のペンドリーノで主要な都市をつないでいる。7歳から16歳の児童、老人、徴兵中の兵士などには非常に高い割引が行われている。ロシアのサンクトペテルブルクやモスクワとつながる多国間鉄道も存在する。サンクトペテルブルクへは昼間に列車が走っており、モスクワへは夜行列車が走っている。スウェーデンとの接続は鉄道の軌道が違うため多くがバスである。シリヤやヴァイキングの定期船はヘルシンキからオーランド諸島のマリエハムンやスウェーデンのストックホルム、ドイツのロストクやトラフェミュンデ、エストニアのタリンなどに接続されている。
計画も含め25の空港が旅客輸送を行っている。フィンエアー、ブルー1、フィンコムエアラインが国内線と国際線の空路を提供している。ヘルシンキ・ヴァンター国際空港はフィンランドのグローバルゲートウェイ空港でありバンコク、北京、広州、名古屋、ニューデリー、ニューヨーク、大阪、上海、香港、東京の空港などとの航空機が休みなく運用されている。ヘルシンキは西欧と極東間の大圏航路に位置している。ゆえにアジアやヨーロッパの多くの外国人観光客が乗換空港として利用している。ヘルシンキ・ヴァンター空港は世界でもトップクラスの空港となっている。